# Lost Highway (album Bon Jovi)
Lost Highway – dziesiąty album studyjny amerykańskiej grupy rockowej Bon Jovi. Wyprodukowany przez Desmonda Childa, Danna Huffa i Johna Shanksa został nagrany w Black Bird Studios, Nashville i NGR Recording, Hollywood. Wydany przez Island Records i Mercury Records 8 czerwca 2007 roku.

## Lista utworów
1. Lost Highway (Bon Jovi, Sambora, Shanks) – 4:13
2. Summertime (Bon Jovi, Sambora, Shanks) – 3:17
3. (You Want To) Make A Memory (Child, Bon Jovi, Sambora) – 4:36
4. Whole Lot of Leavin (Bon Jovi, Shanks) – 4:16
5. We Got It Going On (Bon Jovi, Sambora, Alphin, Rich) – 4:13
6. Any Other Day (Bon Jovi, Sambora, Sampson) – 4:01
7. Seat Next to You (Bon Jovi, Sambora, Lindsay) – 4:21
8. Everybody’s Broken (Bon Jovi, Falcon) – 4:11
9. Till We Ain’t Straners Anymore (Bon Jovi, Sambora, James) – 4:43
10. The Last Night (Bon Jovi, Sambora, Shanks) – 3:32
11. One Step Closer (Bon Jovi, Sambora, Shanks) – 3:35
12. I Love This Town (Bon Jovi, Sambora, Falcon) – 4:36[2]